# Molly Windsor
Molly Windsor (Sandiacre, 19 de juny de 1997) és una actriu anglesa. És coneguda per la seva actuació a la minisèrie de la BBC La infàmia del 2017, per la qual va guanyar el premi BAFTA de televisió el 2018 a la millor actriu.

## Trajectòria
Windsor va ser descoberta per l'escriptora i directora de The Unloved i guanyadora d'un BAFTA, Samantha Morton, en una escola de teatre local, Rama Young Actors. Windsor va assistir al Nottingham Actors Studio, una organització community interest company sense ànim de lucre, i al Central Junior Television Workshop, i ha signat un contracte amb l'agència de talent de Londres, Artists Partnership.
El primer paper professional de Windsor va ser el 2009 com a Lucy Manvers al telefilm de Channel 4 The Unloved als 11 anys. Després va interpretar la filla de Margaret a la pel·lícula de 2010, Oranges and Sunshine. El 2017 va interpretar a Holly Winshaw a la minisèrie La infàmia, que es basa en la xarxa d'explotació sexual infantil de Rochdale, i per la qual va guanyar el premi BAFTA TV 2018 a la millor actriu. El 2019 va interpretar a Angie a The Runaways i a Emma Hedges a Traces.